# Министерство водных ресурсов и энергетики (Пакистан)
Министерство водных ресурсов и энергетики (Пакистан) является федеральным министерством правительства Пакистана. 
Министерство возглавляет министр водных ресурсов и энергетики. Саид Навид Камар является нынешним министром водных и энергетики Пакистана.
Федеральная комиссия по наводнениям является агентством при Министерстве, которое было создано в 1977 году в ответ на сильное наводнение на реке Инд. Агентству было предъявлено обвинение по реализации в проектов борьбы с наводнениями и защиты жизни и имущества от воздействия наводнений. К 2010 руководители агентства получили 87800 миллионов рупий, с момента её создания, а также свои её документы показывают, что многочисленные проекты были начаты, оплачены, и, казалось бы завершены. Однако после разрушительного наводнения 2010 в Пакистане агентство серьёзно критиковалось за неэффективность, халатность и коррупцию.
  В Москве 26 апреля 2017 года министр энергетики Российской Федерации Александр Новак провел встречу c Министром обороны, водных ресурсов и энергетики Исламской Республики Пакистан Хаваджей Мухаммадом Асифом.  По словам Александра Новака, взаимоотношения в области электроэнергетики, являются одним из приоритетных направлений российско-пакистанского взаимодействия.